# Varanus zugorum
Varanus zugorum es una especie de reptil escamoso de la familia Varanidae.
Fue nombrado en honor del herpetólogo norteamericano George Zug y su esposa, Patricia.

## Distribución geográfica
Es endémica de las Halmahera (Indonesia).